# 4a cerimònia dels Premis César
La 4a cerimònia dels Premis César — també coneguts com Nuit des César — que premiava les pel·lícules estrenades el 1978, va tenir lloc el 3 de febrer de 1979 a la Salle Pleyel.
Va ser presidida per Charles Vanel i retransmesa a Antenne 2, presentada per Pierre Tchernia.
La pel·lícula que ha obtingut major el nombre de candidats (cinc) i el major nombre de premis (dos) és L'Argent des autres de Christian de Chalonge, seguida de Le Dossier 51 de Michel Deville, amb quatre nominacions i dos premis.

## Presentadors i ponents
- Robert Enrico, president de l'Académie des Arts et Techniques du Cinéma
- Charles Vanel, president de la cerimònia
- Francis Huster, Jean Poiret, Jean-Claude Brialy, Peter Ustinov, mestres de cerimònia
- Gina Lollobrigida, invitada d'honor

## Guanyadors i nominats
Els guanyadors s'indiquen en negreta.
| Millor pel·lícula - L'Argent des autres de Christian de Chalonge - Le Dossier 51 de Michel Deville - Molière d'Ariane Mnouchkine - Une histoire simple de Claude Sautet                                                                        | Millor director - Christian de Chalonge per L'Argent des autres - Ariane Mnouchkine per Molière - Claude Sautet per Une histoire simple - Michel Deville per Le Dossier 51                 |
| Millor actor - Michel Serrault per Casa de boges - Claude Brasseur per Une histoire simple - Jean Carmet per Le Sucre - Gérard Depardieu per Le Sucre                                                                                          | Millor actriu - Romy Schneider per Une histoire simple - Anouk Aimée per Mon premier amour - Annie Girardot per La Clé sur la porte - Isabelle Huppert per Violette Nozière                |
| Millor actor secundari - Jacques Villeret per Robert et Robert - Michel Serrault per L'Argent des autres - Jean Carmet per Le Sucre - Claude Brasseur per Une histoire simple                                                                  | Millor actriu secundària - Stéphane Audran per Violette Nozière - Nelly Borgeaud per Le Sucre - Arlette Bonnard per Une histoire simple - Eva Darlan per Une histoire simple               |
| Millor guió - Gilles Perrault i Michel Deville per Le Dossier 51 - Christian de Chalonge i Pierre Dumayet per L'Argent des autres - Georges Conchon i Jacques Rouffio per Le Sucre - Jean-Loup Dabadie i Claude Sautet per Une histoire simple | Millor música - Georges Delerue per Préparez vos mouchoirs - Antoine Duhamel per La Chanson de Roland - Pierre Jansen per Violette Nozière - Philippe Sarde per Une histoire simple        |
| Millor fotografia - Bernard Zitzermann per Molière - Néstor Almendros per L'habitació verda - Jean Boffety per Une histoire simple - Pierre Lhomme per Judith Therpauve                                                                        | Millor decorat - Guy-Claude François per Molière - Jacques Brizzio per Violette Nozière - François de Lamothe per One, Two, Two : 122, rue de Provence - Théobald Meurisse per Sale Rêveur |
| Millor muntatge - Raymonde Guyot pour Le Dossier 51 - Henri Lanoë per Una papallona a l'espatlla - Jean Ravel per L'Argent des autres - Geneviève Winding per L'État sauvage                                                                   | Millor so - William-Robert Sivel per L'État sauvage - Harald Maury per Judith Therpauve - Alix Comte per Molière - Pierre Lenoir per Une histoire simple                                   |
| Millor pel·lícula estrangera - L'arbre dels esclops d'Ermanno Olmi - Julia de Fred Zinnemann - Sonata de tardor d'Ingmar Bergman - A Wedding de Robert Altman                                                                                  | Millor curtmetratge d'animació - La Traversée de l'Atlantique à la rame de Jean-François Laguionie - L'Anatomiste d'Yves Brangoleau - Le Phénomène de Paul Dopff                           |
| Millor curtmetratge de ficció - Dégustation maison de Sophie Tatischeff - Jeudi 7 avril de Peter Kassovitz - Le Chien de M. Michel de Jean-Jacques Beineix - L'Ornière de François Dupeyron                                                    | Millor curtmetratge documental - L'aubre vielh de Henri Moline - Chaotilop de Jean-Louis Gros - Tibesti too de Raymond Depardon                                                            |
| César d'honor - Marcel Carné, Walt Disney, Charles Vanel | |

## Llista de les millors pel·lícules franceses des de 1929
Amb motiu del 50è aniversari del cinema parlant, es designaren les millors pel·lícules franceses: 
1. Les Enfants du paradis de Marcel Carné
2. La Grande Illusion de Jean Renoir
3. Casque d'Or de Jacques Becker
4. La Règle du jeu de Jean Renoir
5. La Kermesse heroica de Jacques Feyder
6. Jocs prohibits de René Clément
7. Le Quai des brumes de Marcel Carné
8. Le Salaire de la peur de Henri-Georges Clouzot